# Aleurina
Aleurina is een geslacht van schimmels uit de familie Pyronemataceae. De typesoort is Aleurina tasmanica.

## Soorten
Volgens Index Fungorum telt het geslacht 29 soorten (peildatum oktober 2023):
| Soortnaam               | Auteur(s)                                | Publicatiejaar |
| ----------------------- | ---------------------------------------- | -------------- |
| Aleurina americana      | W.Y. Zhuang & Korf                       | 1986           |
| Aleurina applanata      | (Sacc.) Sacc. & P. Syd.                  | 1902           |
| Aleurina aquehongensis  | Seaver                                   | 1914           |
| Aleurina argentina      | (Rifai) Korf & W.Y. Zhuang               | 1986           |
| Aleurina asperula       | (Rifai) Korf & W.Y. Zhuang               | 1986           |
| Aleurina atra           | Lloyd                                    | 1923           |
| Aleurina calospora      | (Rifai) Korf & W.Y. Zhuang               | 1986           |
| Aleurina echinata       | (Gamundí) Korf & W.Y. Zhuang             | 1986           |
| Aleurina ferruginea     | (W. Phillips) W.Y. Zhuang & Korf         | 1986           |
| Aleurina fuscocarpa     | (Ellis & Holw.) Sacc. & P. Syd.          | 1902           |
| Aleurina imaii          | (Korf) W.Y. Zhuang & Korf                | 1986           |
| Aleurina lignicola      | (Rostr.) Sacc. & P. Syd.                 | 1902           |
| Aleurina macrantha      | Bánhegyi                                 | 1939           |
| Aleurina magnicellula   | Dissing, Korf & W.Y. Zhuang              | 1986           |
| Aleurina nigrodisca     | Sawada                                   | 1931           |
| Aleurina novae-terrae   | (Ellis & Everh.) Sacc. & P. Syd.         | 1902           |
| Aleurina ochracea       | (Massee & Rodway) Sacc. & D. Sacc.       | 1906           |
| Aleurina olivacea       | (Pat.) Sacc. & P. Syd.                   | 1902           |
| Aleurina olivaceofusca  | (Svrček & J. Moravec) W.Y. Zhuang & Korf | 1986           |
| Aleurina puiggarii      | (Speg.) Sacc. & P. Syd.                  | 1902           |
| Aleurina splendens      | (Pat.) Sacc. & P. Syd.                   | 1902           |
| Aleurina stipitata      | Rodway                                   | 1925           |
| Aleurina subapiculata   | Höhn.                                    | 1909           |
| Aleurina substipitata   | Henn. & E. Nyman                         | 1899           |
| Aleurina subvirescens   | (Velen.) W.Y. Zhuang & Korf              | 1986           |
| Aleurina tahitensis     | (Pat.) Sacc. & P. Syd.                   | 1902           |
| Aleurina tasmanica      | Massee                                   | 1898           |
| Aleurina tenuiverrucosa | Dougoud & Roffler                        | 2006           |
| Aleurina vinacea        | Sacc. & P. Syd.                          | 1902           |